# Hvězda (Malíkovice)
Hvězda je vesnice, část obce Malíkovice v okrese Kladno ve Středočeském kraji. Rozkládá se přibližně jeden kilometr severně od Malíkovic a osm kilometrů západně od Slaného, na hřbetu návrší mezi údolími Byseňského potoka (na severu) a Červeného potoka (na jihu). V roce 2011 zde trvale žilo 123 obyvatel. Zástavba se táhne po obou stranách silnice I/16 Řevničov–Slaný, která představuje prakticky jedinou ulici sídla.

## Historie
První písemná zmínka o vesnici pochází z roku 1589.

## Obyvatelstvo
| Rok            | 1869 | 1880 | 1890 | 1900 | 1910 | 1921 | 1930 | 1950 | 1961 | 1970 | 1980 | 1991 | 2001 | 2011 | 2021 |
| -------------- | ---- | ---- | ---- | ---- | ---- | ---- | ---- | ---- | ---- | ---- | ---- | ---- | ---- | ---- | ---- |
| Počet obyvatel | 220  | 237  | 216  | 261  | 298  | 348  | 284  | 202  | 211  | 186  | 156  | 104  | 97   | 123  | 125  |
| Počet domů     | 34   | 41   | 45   | 47   | 49   | 57   | 62   | 67   | 67   | 64   | 54   | 66   | 64   | 67   | 70   |

## Pamětihodnosti
- Kaplička se zvoničkou
- Pomník obětem obou světových válek

## Galerie

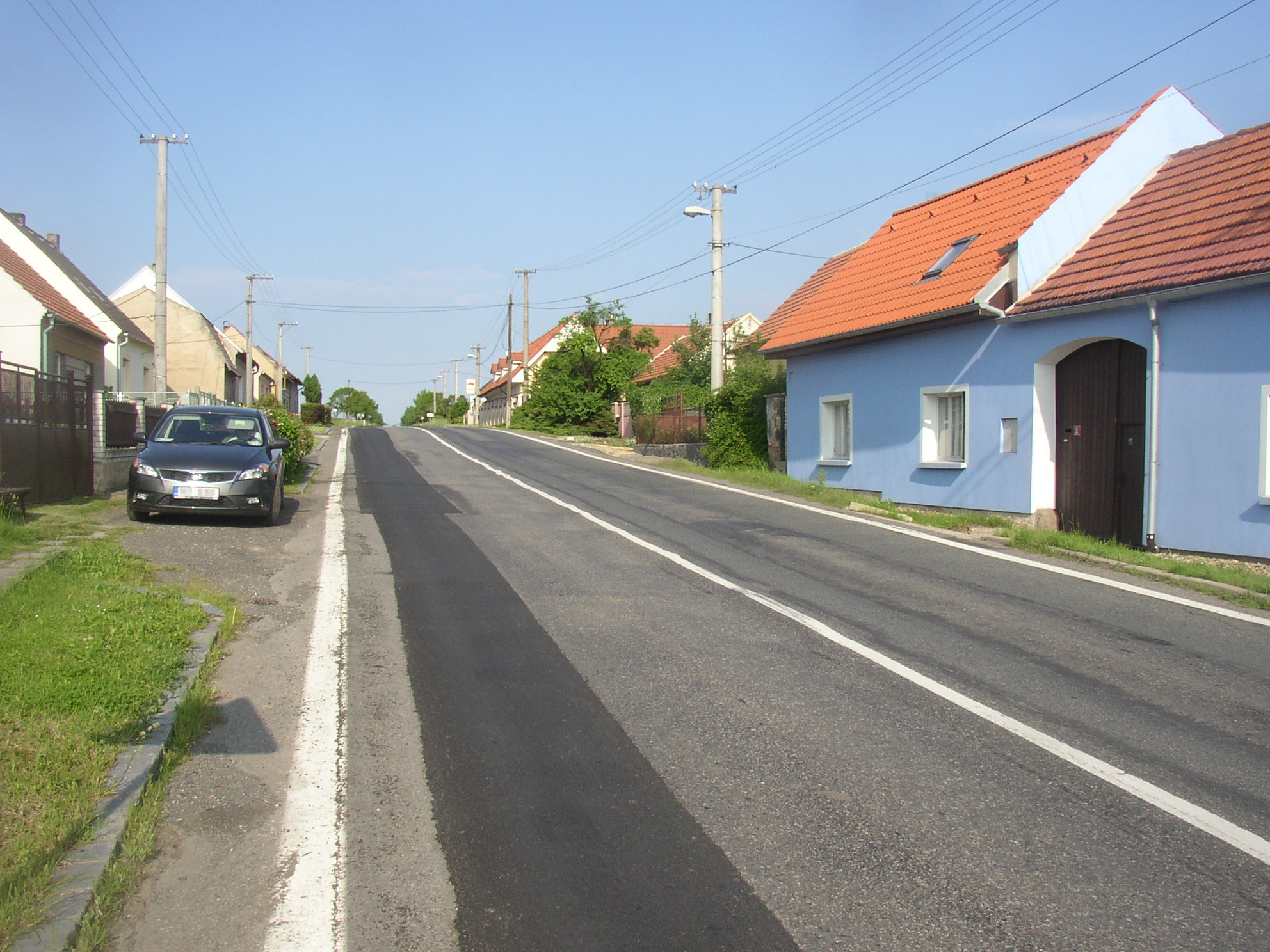
Západní konec Hvězdy (směr Mšec)
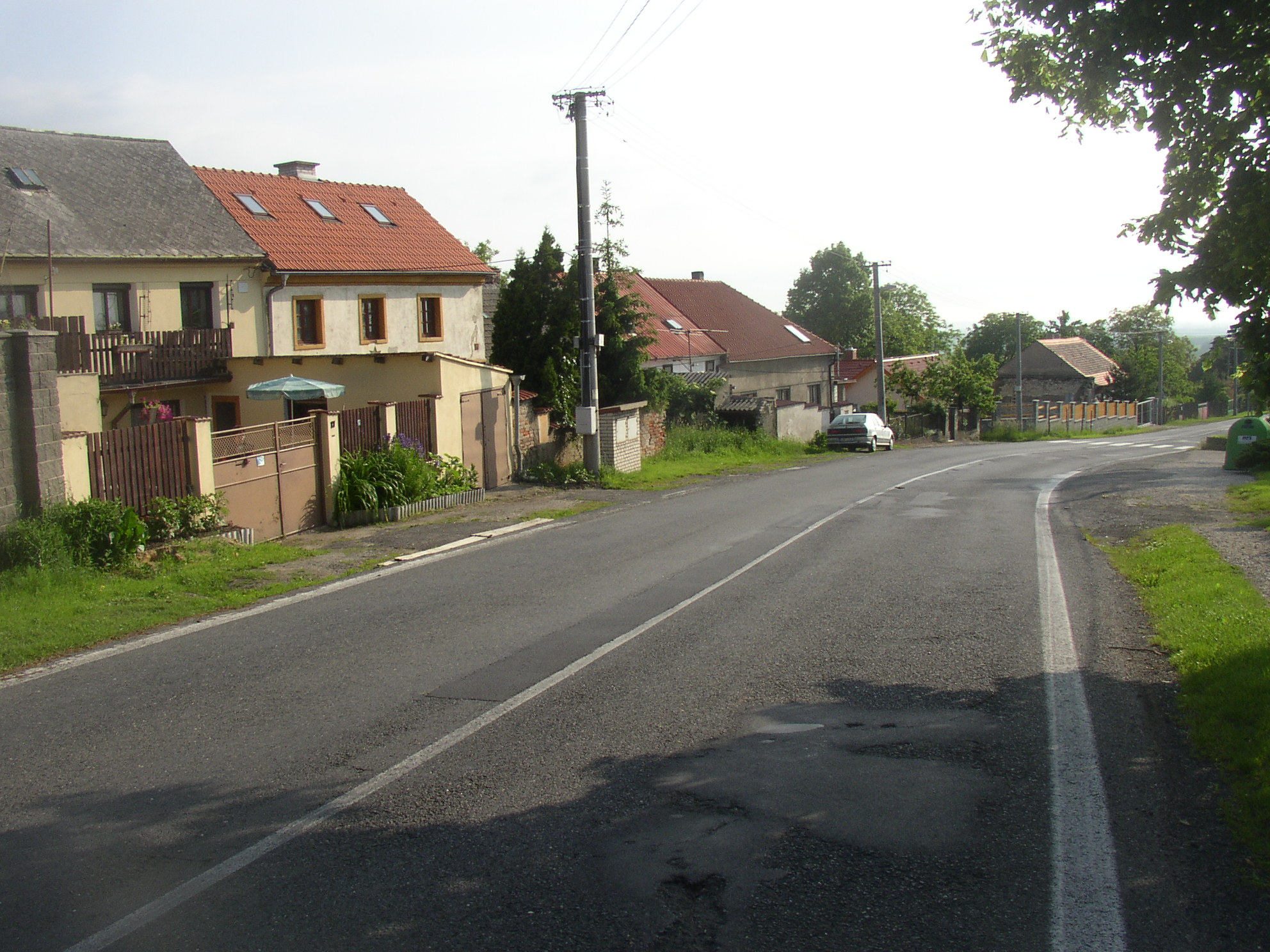
Východní konec Hvězdy (směr Slaný)
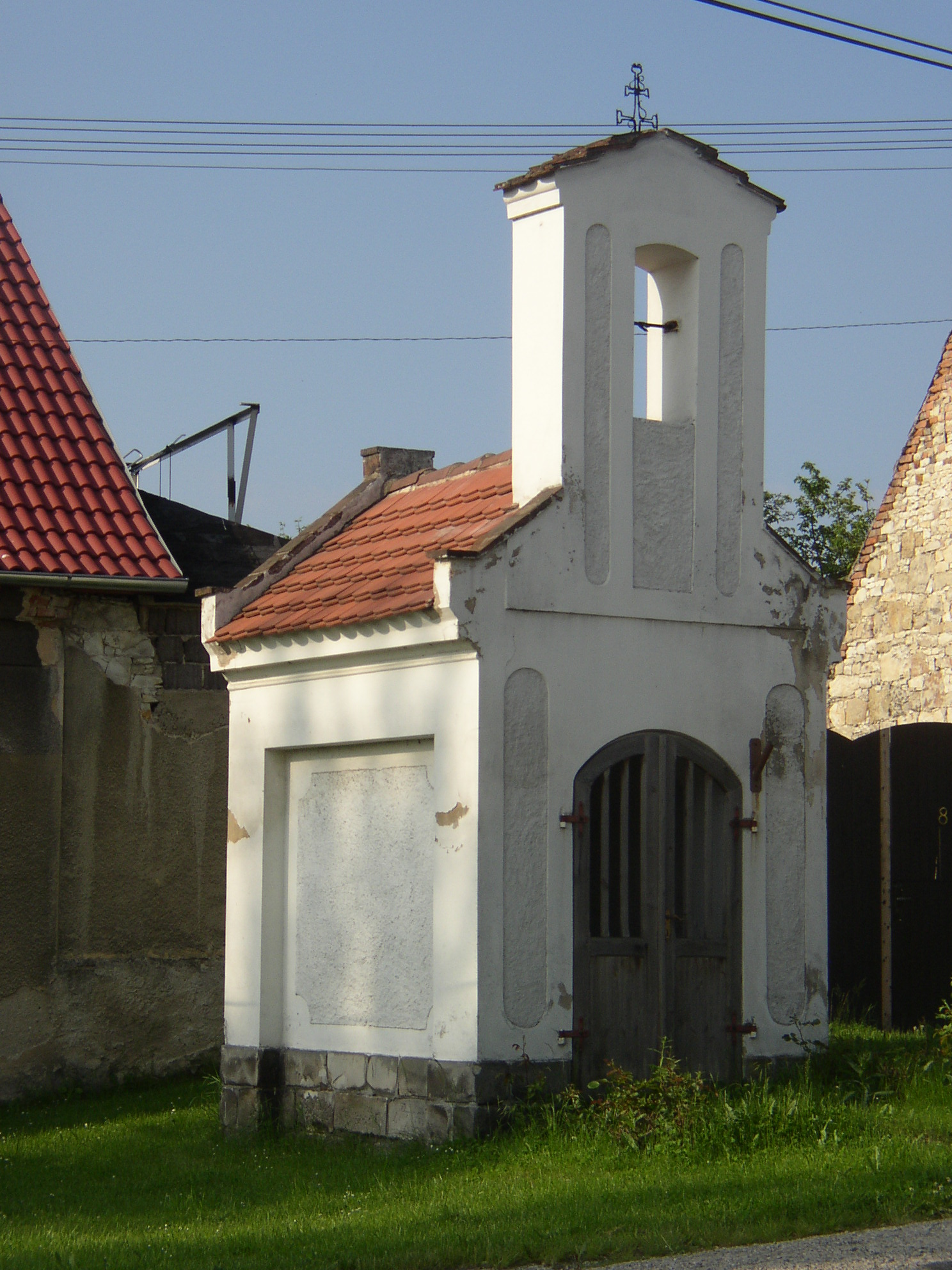
Kaplička se zvoničkou
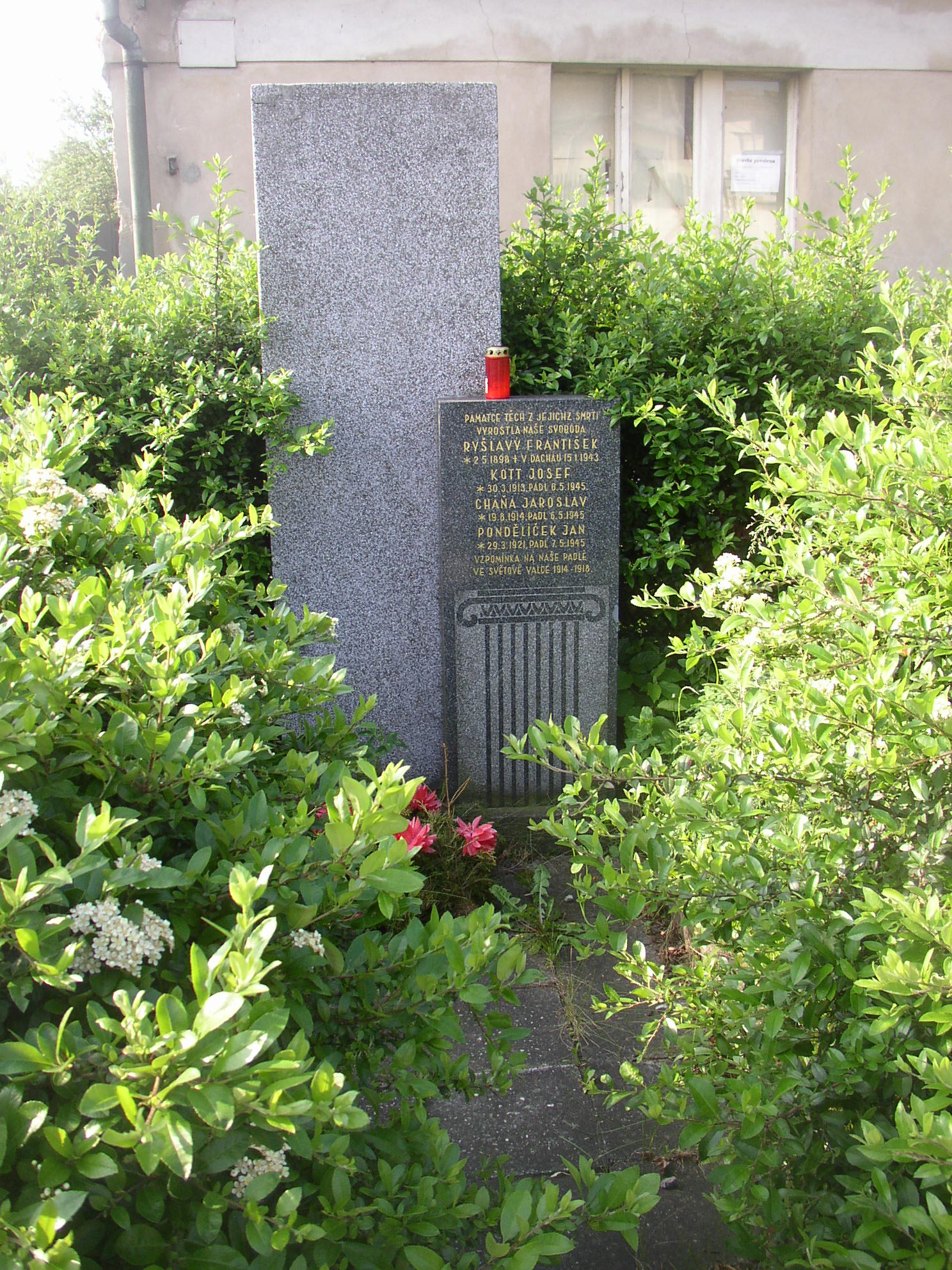
Pomník obětem světových válek